# کشتی جنگی ژاپنی چوگی مارو

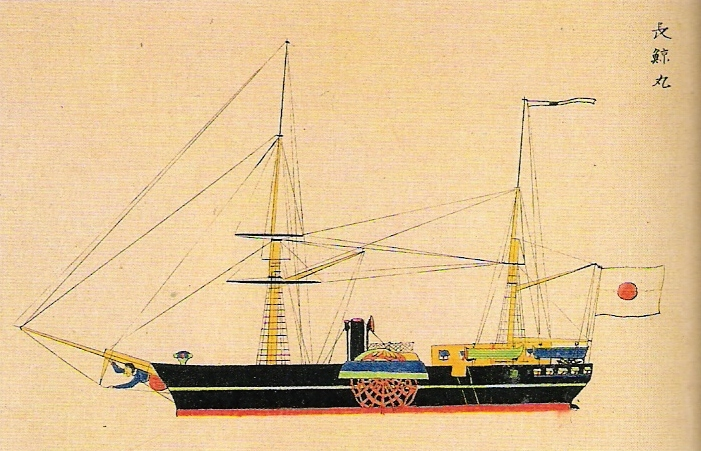

کشتی جنگی ژاپنی چوگی مارو (به ژاپنی: 長鯨丸 Chōgei Maru) نوعی کشتی چرخ‌پره‌ای و کشتی مسافربری مسلح بود که در اصل در گلاسگو (اسکاتلند) طراحی و ساخته شده بود و به عنوان فرابر (کشتی مسافربری) راه اندازی شده بود. شوگون‌سالاری توکوگاوا آن را در سال ۱۸۶۶ خریداری کرده و جزو نیروی دریایی شوگون‌سالاری بود. این کشتی در جنگ بوشین به کار برده شد.